# عدنان الصائغ
عدنان فاضل عبّاس الصائغ (1955) شاعر عراقي. ولد في مدينة الكوفة. حصل على الشهادة الإعدادية الزراعية. عمل في الصحافة الثقافيّة محررًا ومسؤولاً ثقافياً، ثم رئيس تحرير. كتب الشعر مبكرا من دواوينه الشعريّة انتظريني تحت نصب الحريّة 1984 وأغنيات على جسر الكوفة 1986 والعصافير لا تحبّ الرصاص 1986 وسماء في خوذة 1988 ومرايا لشعرها الطويل وهذيانات داخل جمجمة زرقاء ونشيد أوروك 1996 وصراخ بحجم وطن 1998. غادر العراق صيف 1993. وتنقل في بلدان عديدة، منها عمان ولبنان، حتى وصوله إلى السويد خريف 1996 ثم استقراره في لندن منذ منتصف 2004 وهو يحمل الجنسية السويدية. عضو في اتحاد الأدباء العراقيين. واتحاد الأدباء العرب واتحاد الأدباء والكتاب السويديين ونادي القلم الدولي في السويد. شارك في العديد من المهرجانات الشعرية وحصل على بعض جوائز السويدية الأدبية.

## سيرته
ولد عدنان فاضل عبّاس الصائغ سنة 1955 في مدينة الكوفة العراقية. التحق بمدرسة أبن حيان الابتدائية. وقد عمل في عدة أعمال أثناء دراسته لمساعدة عائلته. انتقل بعد الابتدائية إلى متوسطة أبن عقيل. توفي والده وهو طالب. حصل على الشهادة الإعدادية الزراعية. عمل في الصحف والمجلات العراقية والعربية. محررًا ومسؤولاً ثقافياً، ثم رئيس تحرير.

تم تنظيمه ضمن الجيش العراقي في الحرب العراقية الإيرانية، وقد عانى في فترة خدمته العسكرية بسبب كتاباته الشعرية. استمر في الجيش إلى عام 1989. وتم استدعاؤه للجيش عام 1991، إلا أنه هرب من الخدمة.

وصفته جريدة بابل العراقية بالمرتد في عدد 13 أكتوبر 1996 وذلك بعد صدور ديوانه نشيد أوروك. غادر العراق صيف 1993 أثناء مشاركته في مهرجان جرش في عمان، وأقام فيها، ثم انتقل إلى بيروت عام 1996 ، حتى استقر في السويد.

شارك في العديد من المهرجانات في السويد ودول العربية والغربية. ترجمت بعض قصائده إلى السويدية والإنجليزية والهولندية والفارسية والكردية والاسبانية والفرنسية والنرويجية والدنماركية والاسبانية. وصدرت بعض الترجمات في كتب، منها : مختارات شعرية للترجمة الهولندية للمترجم ياكو شونهوفن، وغيرهن الكثير .
هو عضو اتحاد الأدباء العراقيين والاتحاد العام للادباء والكتاب العرب ونقابة الصحفيين العراقيين واتحاد الصحفيين العرب ومنظمة الصحفيين العالمية واتحاد الأدباء السويديين ونادي القلم الدولي في السويد.

## مؤلفاته
له من مجموعات شعرية:
- انتظريني تحت نصب الحرية، 1984
- أغنيات على جسر الكوفة،بغداد
- العصافير لا تحب الرصاص،بغداد
- سماء في خوذة، 1988
- مرايا لشعرها الطويل، 1992
- غيمة الصمغ، 1993
- تحت سماء غريبة، 1994
- خرجتٌ من الحرب سهواً (مختارات شعرية، 1994
- تكوينات، 1996
- نشيد أوروك (قصيدة طويلة، 1996
- طبعة ثانية، 2004
- صراخ بحجم وطن (مختارات شعرية، 1998
- تأبط منفى،2001

كما صدر له
- مجلد الأعمال الشعرية، عن المؤسسة العربية للدراسات والنشر - بيروت 2004.
- خرجتٌ من الحرب سهواً، 1994
- صراخ بحجم وطن،1998

## جوائز
- حصل على الجائزة الأولى في مسابقة الشعر الكبرى في العراق عام 1992 عن قصيدته «خرجتُ من الحرب سهواً».
- حصل على جائزة هيلمان هاميت العالمية HELLMAN HAMMETT للإبداع وحرية التعبير- عام 1996 في نيويورك.
- حصل على جائزة مهرجان الشعر العالميPOETRY INTERNATIONAL AWARD عام 1997 في روتردام.
- حصل على الجائزة السنوية لإتحاد الكتاب السويدين - فرع الجنوب Författarcentrum Syd، للعام 2005 في مالمو.

## وصلات خارجية
- الأعمال الشعرية لعدنان الصائغ في بوابة الشعراء